# Boeing B-17 Flying Fortress
El Boeing B-17 Flying Fortress (en español: «Fortaleza Volante») es un famoso bombardero pesado cuatrimotor de la Segunda Guerra Mundial, fabricado desde 1935 y puesto en servicio en 1937 con el Cuerpo Aéreo del Ejército de los Estados Unidos (USAAC) y la Real Fuerza Aérea británica (RAF).
Realizó miles de misiones con los Aliados durante la guerra, sobre todo en Europa, aunque también tomó parte en la campaña del Pacífico, demostrando ser uno de los más fiables bombarderos de la contienda, junto con el Consolidated B-24 Liberator. Las últimas versiones de este bombardero estaban armadas con trece ametralladoras de 12,7 mm y podían cargar casi 8000 kg de bombas (dependiendo del modelo).

## Desarrollo

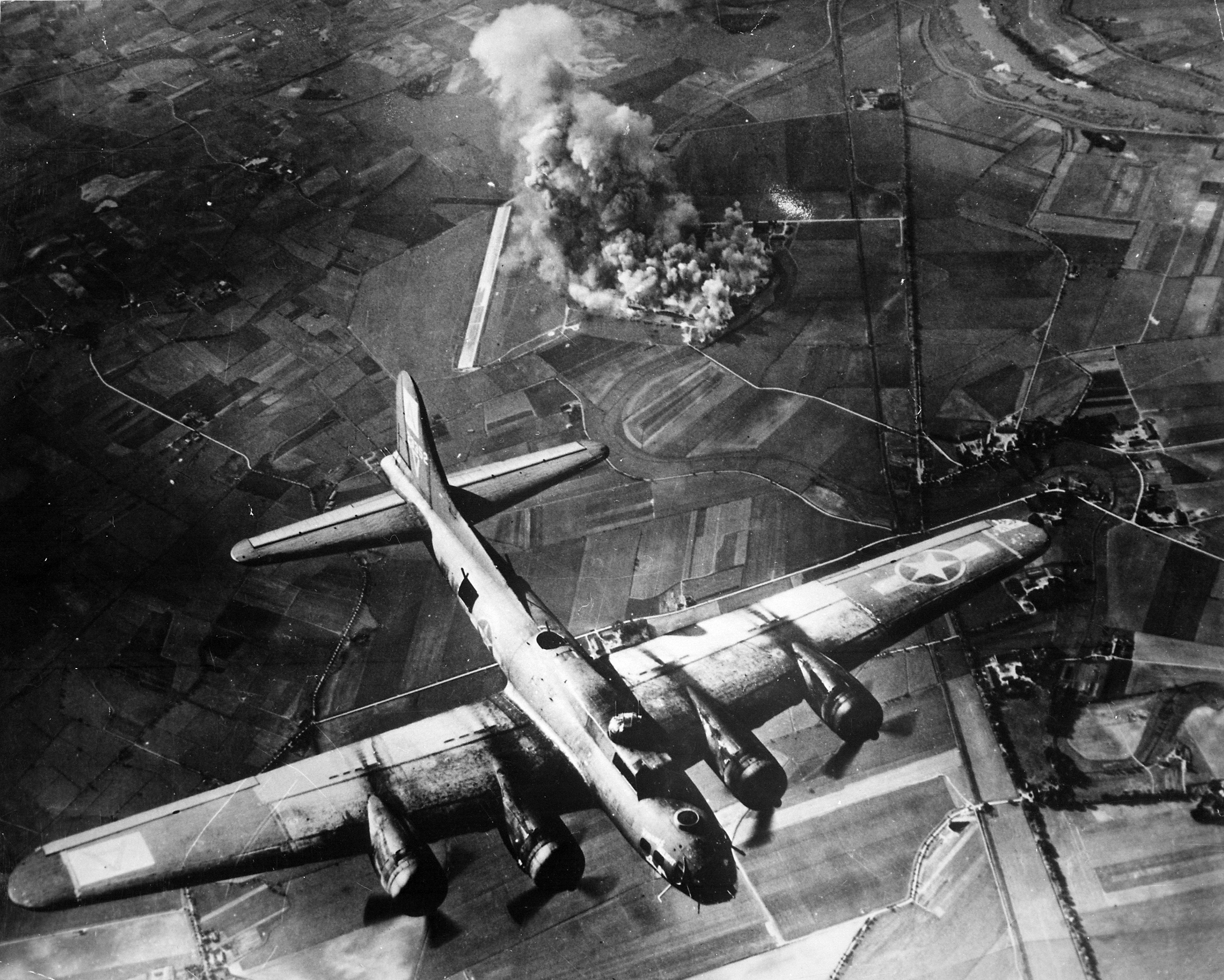
B-17 de la 8.ª Fuerza Aérea bombardeando una planta de Focke-Wulf en Marienburg, (Prusia Oriental), Alemania, hoy Malbork, Polonia, en 1943.

En total se fabricaron 12 677 aparatos para los Aliados. La mayor parte fueron construidos en las plantas de Boeing en Seattle, Washington y Wichita (Kansas), pero no fue este el único fabricante: también los produjeron la Douglas Aircraft Company en su planta de Long Beach (California), y la subsidiaria Vega de la Lockheed Corporation. Alrededor de un tercio del total, unos 4750, se perdieron en misiones de combate. Durante estas misiones arrojaron 640 036 toneladas de bombas sobre objetivos europeos.
El B-17 se basó en el modelo B-299 de Boeing, que a su vez tomaba de un prototipo anterior, el 294, la idea de utilizar cuatro motores, y de un modelo comercial de Boeing, el 247, la construcción totalmente metálica.

### Los primeros modelos
El primer prototipo voló el 28 de julio de 1935. Se produjeron los siguientes modelos:
- El prototipo B-299.
- La versión inicial de pruebas Y1B-17, de la que se construyeron 13 unidades. Números de serie 36-149 a 36-161.
- Un Y1B-17 fue convertido en prototipo para pruebas de destrucción, el 36-151, al que le fue reasignado el número de serie 37-369, y fue designado Y1B-17A (luego B-17A). En este avión se ensayaron los motores Wright R-1820-51 (G5) Cyclone radiales con compresores Moss-General Electric, que elevaban la potencia a 800 hp a 25 000 pies (7625 m) de altitud, aumentaban la autonomía y permitían una carga máxima mayor (20 725 kg). Todos los modelos siguientes serían equipados con compresores.
- La primera serie de producción, designada B-17B, de la que se construyeron 39 unidades. Números de serie 38-211/223, 38-258/270, 38-583/584, 38-610 y 39-1/10.
- La segunda serie de producción, con modificaciones respecto de la anterior, fueron 38 unidades (números de serie 40-2042 a 40-2079) ordenadas en 1939 y designadas B-17C. De esta serie, 20 unidades fueron retiradas para ser entregadas a la RAF bajo la ley de Préstamo y Arriendo (Lend-Lease). Todas las unidades que permanecieron en las fuerzas armadas estadounidenses volvieron a la fábrica en febrero de 1941, para ser reconvertidas al nuevo modelo B-17D.
- En abril de 1940 se encargaron 40 B-17C más. Esta nueva serie presentaba diferencias con la anterior, por lo que fueron designados B-17D (números de serie 40-3059/3100). La primera aeronave de esta serie voló el 3 de febrero de 1941.

### Producción en masa

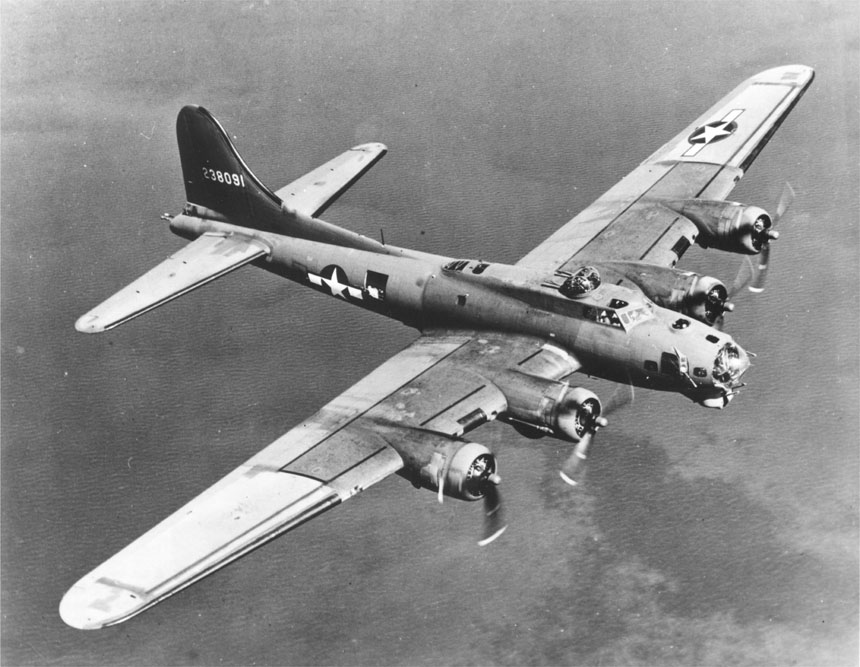
Un B-17G en operaciones.

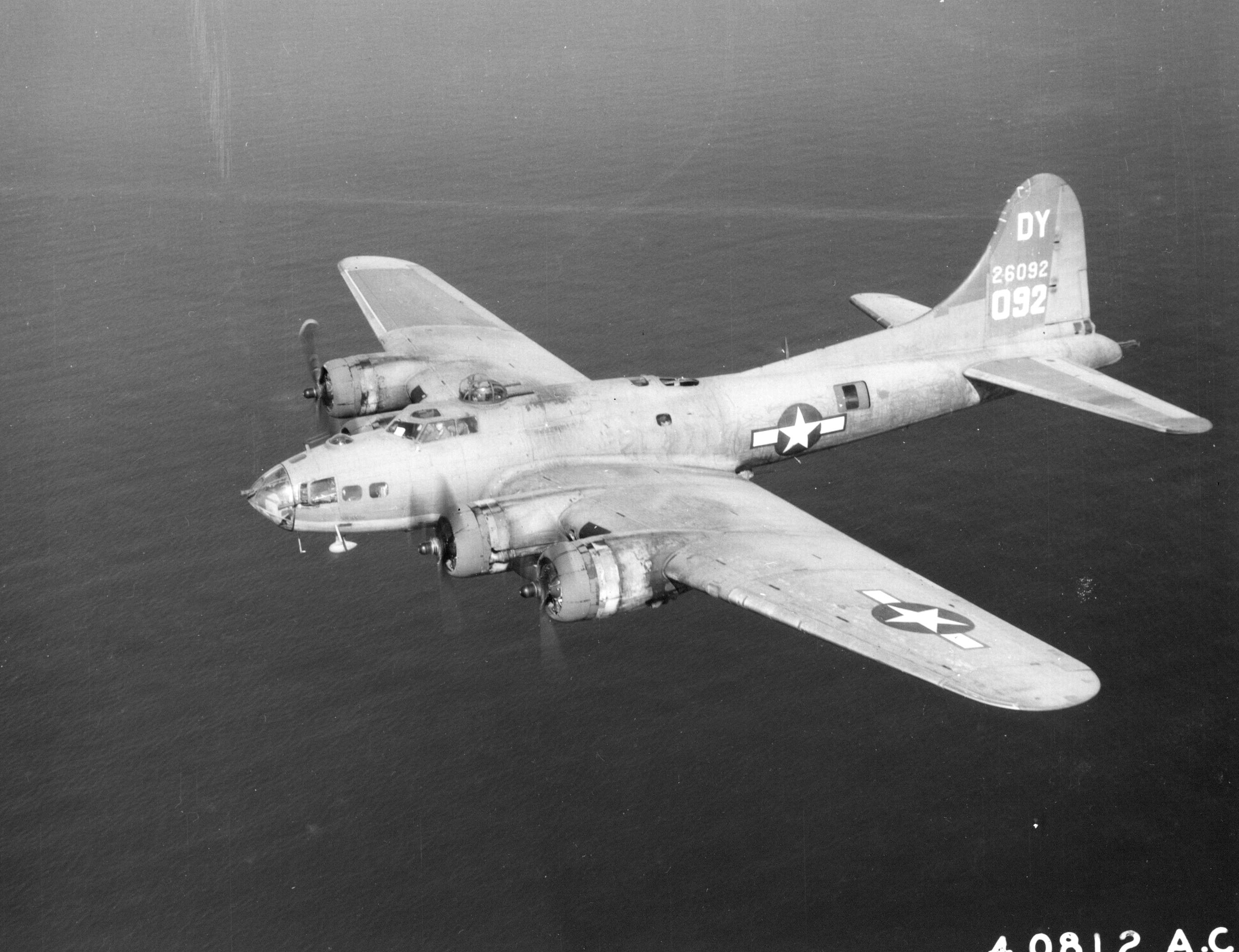
Lockheed Vega B-17F-45. Nótese la falta de la torreta bajo la proa respecto del B-17G de la fotografía superior.

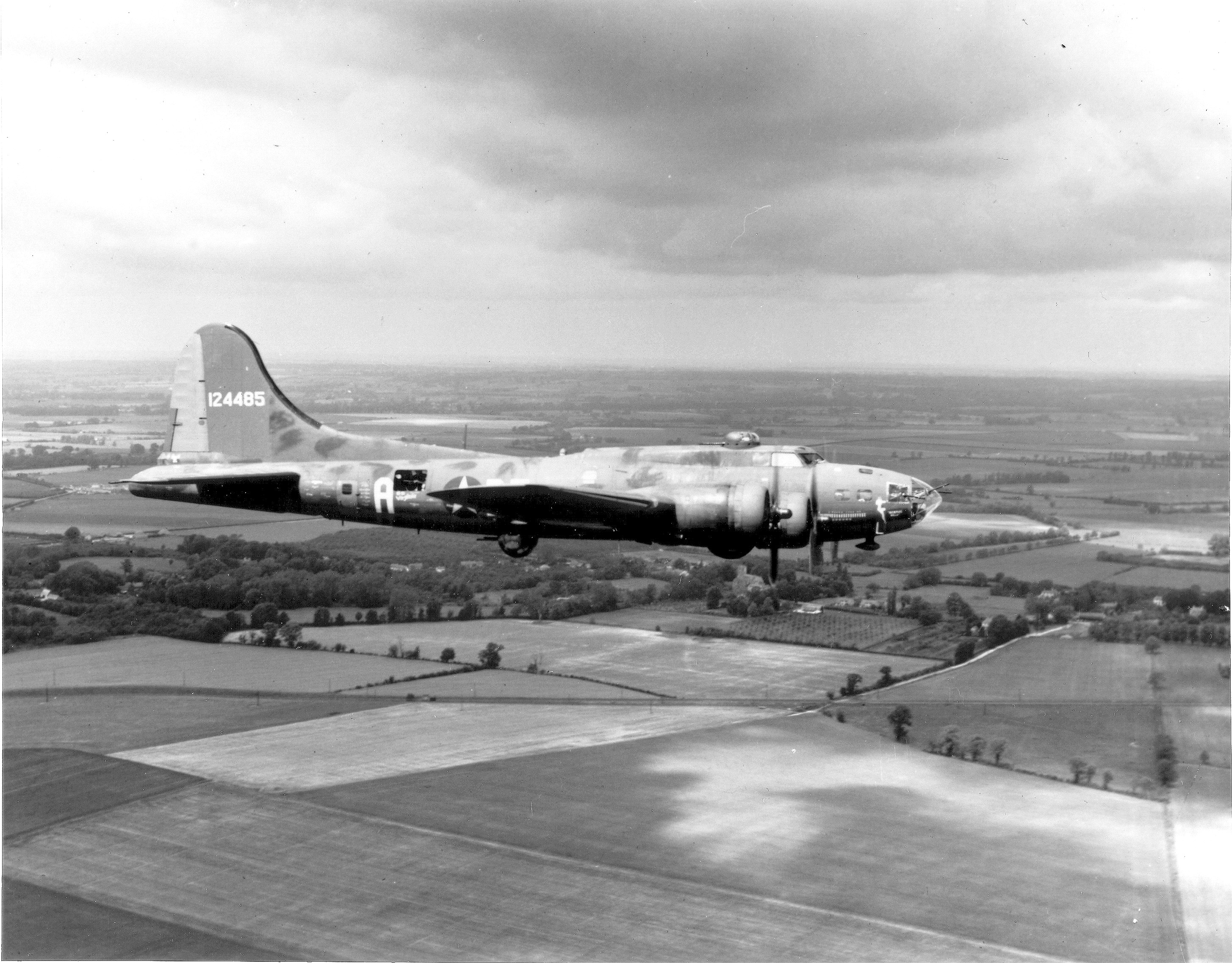
El famoso "Memphis Belle", un Boeing B-17F Flying Fortress, el primero en cumplir 25 misiones de bombardeo y regresar a salvo.

- La serie B-17E fue la primera en producirse en forma masiva. Se fabricaron 512 unidades, números de serie 41-2393/2669 y 41-9011/9245, que incorporaban la novedad de dos torretas con dobles ametralladoras Browning M2 de 12,7 mm, una en posición dorsal y otra en posición ventral. Las primeras 113 unidades llevaron en la posición ventral una torreta de control remoto, pero como esta reveló ser ineficaz, fue reemplazada por una torreta Sperry en forma de burbuja, en la que el artillero operaba manualmente con manivelas y pedales; se requería ser de tamaño muy pequeño para ubicarse allí, en posición fetal.

Toda la parte trasera del fuselaje fue rediseñada para solucionar un problema de "zona ciega", incorporándose en la cola otra torreta con dos ametralladoras, lo que prolongó el fuselaje en casi dos metros. Se aumentó la capacidad de carga de bombas y de combustible, con lo que el modelo resultaba algo más lento y pesado que su predecesor el B-17D, pero mucho mejor defendido. La primera unidad voló el 5 de septiembre de 1941 y la última salió de la planta Boeing el 28 de mayo de 1942. Debido al aumento de las posiciones de defensa, la tripulación del B-17E era de diez hombres: piloto, copiloto, navegante, bombardero, mecánico de vuelo, radioperador, artillero de cola, artillero ventral y dos artilleros laterales. La ametralladora frontal era operada normalmente por el oficial navegante o bombardero cuando no estaban dedicados a sus tareas específicas, y la torreta dorsal era operada usualmente por el mecánico de vuelo.
- Las experiencias operativas de los B-17E en el Pacífico llevaron a una serie de mejoras que resultaron en el modelo B-17F. Si bien la apariencia externa de este modelo es igual a la del B-17E, salvo porque la proa transparente del nuevo modelo está compuesta de una sola pieza de plástico, se realizaron más de 400 modificaciones internas. Se instaló una nueva torreta, montajes externos para bombas, nuevas hélices, filtros para las tomas de aire de los carburadores, un sistema de oxígeno mejorado, un sistema dual de frenos, más equipo fotográfico, un enlace electrónico para el piloto automático y nuevos montajes esféricos para ametralladoras en el morro. Los motores eran los nuevos Wright R-1820-97 Cyclone, capaces de ofrecer potencias de 1380 hp por breves periodos. Se instaló también un tren de aterrizaje más robusto, que permitió elevar la carga máxima a 29 056 kg y posteriormente a 32 688 kg.

- El primer B-17F (41-24340) voló el 30 de mayo de 1942. La introducción constante de pequeños cambios en la línea de producción de los B-17F obligó a emplear un esquema de designación por bloques para facilitar el mantenimiento. Al mismo tiempo, la incorporación de otros fabricantes a la producción hizo necesaria una distinción adicional. Los primeros 50 fueron B-17F-1-BO ("1" por el lote de producción, "BO" por Boeing). A partir del cuarto lote, la cantidad de cada uno fue irregular; el último bloque producido por Boeing fue el 130-BO.

- Se construyeron en total 3405 B-17F. De ellos, Boeing produjo 2300, Douglas fabricó 605 en su planta de Long Beach, California (lotes B-17F-1-DL a -85-DL), y la división Vega de Lockheed produjo 500 en Burbank, California. Los B-17F construidos por las tres compañías no tenían diferencias externas (sólo eran reconocibles por sus números de serie) y presentaban ligeras variaciones en los detalles internos, particularmente en el armamento. Otras muchas modificaciones del armamento se hicieron directamente sobre el terreno: el famoso «Memphis Belle» tenía 4 ametralladoras calibre .50 montadas en la proa.

- A las unidades de B-17F producidas se les asignaron los siguientes números de serie: 41-24340/24639 (Boeing, lotes 1-BO, 10-BO, 15-BO, 20-BO, 25-BO y 27-BO); 42-2964/3562 (Douglas-Long Beach, lotes 5-DL a 75-DL numerados de cinco en cinco); 42-5050/5484 (Boeing, lotes 30-BO a 50-BO numerados de cinco en cinco); 42-5705/6204 (Lockheed/Vega, lotes 1-VE y 5-VE a 50-VE de cinco en cinco); 42-29467/31031 (Boeing, lotes 55-BO a 130-BO, numerados de cinco en cinco), y 42-37714/37720 (Douglas-Long Beach, lotes 80-DL y 85-DL).

- Hacia el final de la producción del B-17F, se decidió agregar una torreta Bendix con dos ametralladoras por debajo de la proa para aumentar la capacidad defensiva. Los cambios programados para el lote 135-BO de los B-17F eran tantos que se justificaba un cambio de denominación, a B-17G. Las ametralladoras en los laterales del morro, introducidas en las últimas series de B-17F, se mantuvieron, pero en una nueva disposición escalonada. A partir de las subseries 80-BO, 45-DL y 35-VE se incorporó el montaje denominado "Cheyenne" para las ametralladoras de cola, con mira por reflector, que acortó la longitud total en 12,7 cm. El modelo B-17G fue el que se produjo en mayor cantidad. Cuando la producción terminó finalmente en 1945, se habían fabricado 8680 B-17G: 4035 construidos por Boeing, 2395 por Douglas y 2250 por Lockheed Vega.

- Los B-17G llevaron los números de serie 42-31032/32116 (Boeing), 42-37716 (Douglas Long Beach), 42-37721/38213 (Douglas Long Beach), 42-39758/40057 (Lockheed Vega), 42-97058/97407 (Boeing), 42-94436/98035 (Lockheed Vega), 42-102379/102978 (Boeing), 42-106984/107233 (Douglas Long Beach), 43-37509/39508 (Boeing), 44-6001/7000 (Douglas Long Beach), 44-8001/9000 (Lockheed Vega), 44-83236/833885 (Douglas Long Beach) y 44-85492/85591 (Lockheed Vega).

### Aviones experimentales y modificados
- El B-17E 41-2401 fue utilizado por Lockheed/Vega como base para el prototipo XB-38, que consistía básicamente en un B-17E con distinta motorización. En lugar de los motores radiales Wright se emplearon 4 motores de 12 cilindros en V refrigerados por agua Allison V-1710-89 de 1425 hp. Los nuevos motores incrementaban la velocidad y el alcance. Pero, por un lado, los motores Allison estaban muy solicitados para los aviones de caza P-38 Lightning y P-40 Warhawk; por otro, el prototipo que voló por primera vez el 19 de mayo de 1943 se destruyó por un incendio en los motores el 16 de junio del mismo año, y se decidió no proseguir el desarrollo.

- Uno de los problemas más críticos de las formaciones de bombardeo era la falta de cobertura defensiva en las misiones de largo alcance, puesto que los cazas propios no tenían autonomía suficiente. El YB-40 fue un intento de convertir aviones B-17F en escoltas fuertemente artillados para las misiones de bombardeo diurno. El prototipo XB-40 fue producido por Vega, una división de Lockheed.

Tomaron un B-17F (número de serie 41-24341) y le agregaron una torreta dorsal en la posición del compartimiento de la radio, con dos ametralladoras calibre .50, otra torreta bajo el morro con igual equipamiento, y ametralladoras dobles en cada una de las posiciones del centro del fuselaje, en lugar de las simples que empleaba el B-17F. Las otras torretas se mantuvieron, lo que daba un impresionante total de armamento defensivo de 14 ametralladoras. Se añadió también más blindaje protector, y los alojamientos de bombas fueron reemplazados por almacenamiento para munición. En configuración normal llevaba 11 135 cartuchos, y si se reducía combustible se podía llegar a 17 265 cartuchos. Veinte B-17F construidos por Vega fueron reacondicionados a YB-40 por Douglas en Tulsa, Oklahoma, y otros 4 se usaron para entrenamiento bajo la designación TB-40. Se probaron distintas configuraciones, y una máquina llegó a tener 30 ametralladoras. 
Sin embargo, pronto se descubrió que el peso adicional impedía a los YB-40 mantenerse en formación con los bombarderos B-17, especialmente al regresar de las misiones de bombardeo. El proyecto fue un fracaso, y todos los YB-40 supervivientes fueron convertidos nuevamente a B-17F; pero la idea de una torreta bajo el morro habría de ser empleada en los B-17G.
- En 1944 se pensó en lanzar B-17 no tripulados y comandados a control remoto, repletos de explosivos, contra blancos militares que resistían el bombardeo convencional. A esta operación se la llamó Operación Afrodita, y para ella se emplearon aproximadamente 25 B-17 (en su mayoría de la serie "F") que fueron modificados, adaptados para cargar 9 toneladas de explosivos, y redenominados BQ-7.

- Un cierto número de B-17 fue convertido en transportes para varios propósitos, bajo las denominaciones C-108 y CB-17. Entre ellos, el B-17E serie 41-2593 redesignado XC-108, fue reacondicionado como transporte para el general Douglas MacArthur; el YC-108, un B-17F-40-VE número de serie 42-6036, acondicionado como el anterior, el XC-108A, un B-17E número de serie 41-2595, reacondicionado como transporte de propósitos generales; y el XC-108B, el B-17F número de serie 42-30190, convertido en transporte de combustible como prototipo para probar la factibilidad del transporte entre Birmania y China por encima de los Himalayas.

- La designación F-9 fue asignada a B-17 reconvertidos para reconocimiento fotográfico. Todo el equipo de bombardeo fue retirado y reemplazado por cámaras fotográficas. La serie F-9 estuvo integrada por 16 B-17F. Un número desconocido de B-17F tuvo la designación F-9A, con una configuración de cámaras que difería de la de los F-9. La designación F-9B fue adjudicada a 25 aviones de reconocimiento obtenidos a partir de B-17F o F-9A readaptados. Finalmente, la designación F-9C correspondió a 10 B-17G equipados de modo similar a los anteriores.

- Durante el último año de la guerra, y también poco después de ella, 48 B-17 de las USAAF fueron transferidos a la Armada estadounidense (US Navy), que los denominó PB-1 Naval Fortress. Veinticuatro B-17G fueron equipados con radares de búsqueda ASP-20 para lucha antisubmarina, designados PB-1W y pintados con el característico color azul oscuro de la aviación naval. Estos PB-1W evolucionaron a aviones de observación y alerta temprana, y se mantuvieron en servicio hasta 1955, siendo gradualmente reemplazados por los Lockheed WV-3. Otro número de B-17 fue transferido al Servicio de Guardacostas (US Coast Guard), donde operaron en misiones de exploración, búsqueda y salvamento y aerofotografía bajo la denominación PB-1G, siendo empleados durante largo tiempo: la última aeronave, fabricada por Lockheed-Vega en 1944, fue retirada de servicio en octubre de 1959. En total, 51 B-17 fabricados por Lockheed-Vega y por Douglas Long Beach prestaron servicio activo como unidades aeronavales.

## Historia operacional

### RAF
La Real Fuerza Aérea Británica (RAF) operó algunos B-17. Como bombardero no tuvo demasiado éxito allí, y la mayoría fueron asignados para misiones de vigilancia costera y lucha antisubmarina.
- De la serie B-17C se destinaron 20 unidades a la RAF. Ésta los denominó Fortress I y les asignó los números de serie AN518 a AN537. Eran idénticos a los B-17C, excepto que las ametralladoras de 12,7 mm eran Browning, y se los dotó de depósitos de combustible autosellantes.
- A mediados de 1942, 45 B-17E fueron transferidos a la RAF, que los denominó Fortress IIA y les asignó los números de serie FK184/213, FL449/460, y FL462/464. Experimentalmente, en una de las unidades se reemplazó la proa transparente con una torreta Bristol B.16 equipada con un cañón Vickers S de 40 mm, para lucha antisubmarina.
- 19 B-17F fueron transferidos a la RAF, que los denominó Fortress II y les asignó los números de serie FA695 a FA713. Destacados primordialmente para defensa costera, combatieron en los escuadrones 59, 206, 220, 251, 519 y 521 del Mando Costero y en los escuadrones 214 y 223 de bombardeo.
- 85 B-17G fueron transferidos a la RAF, que los denominó Fortress III. Treinta de ellos habían sido construidos por Boeing y la RAF les asignó los seriales HB761 a 790, y los restantes por Lockheed/Vega. Seis de estos últimos fueron devueltos a las USAAF antes de entrar en servicio con los británicos. Tres de los B-17G sirvieron en el Mando Castero de las Azores, equipados con radar en el lugar de la torreta delantera.

## Operadores

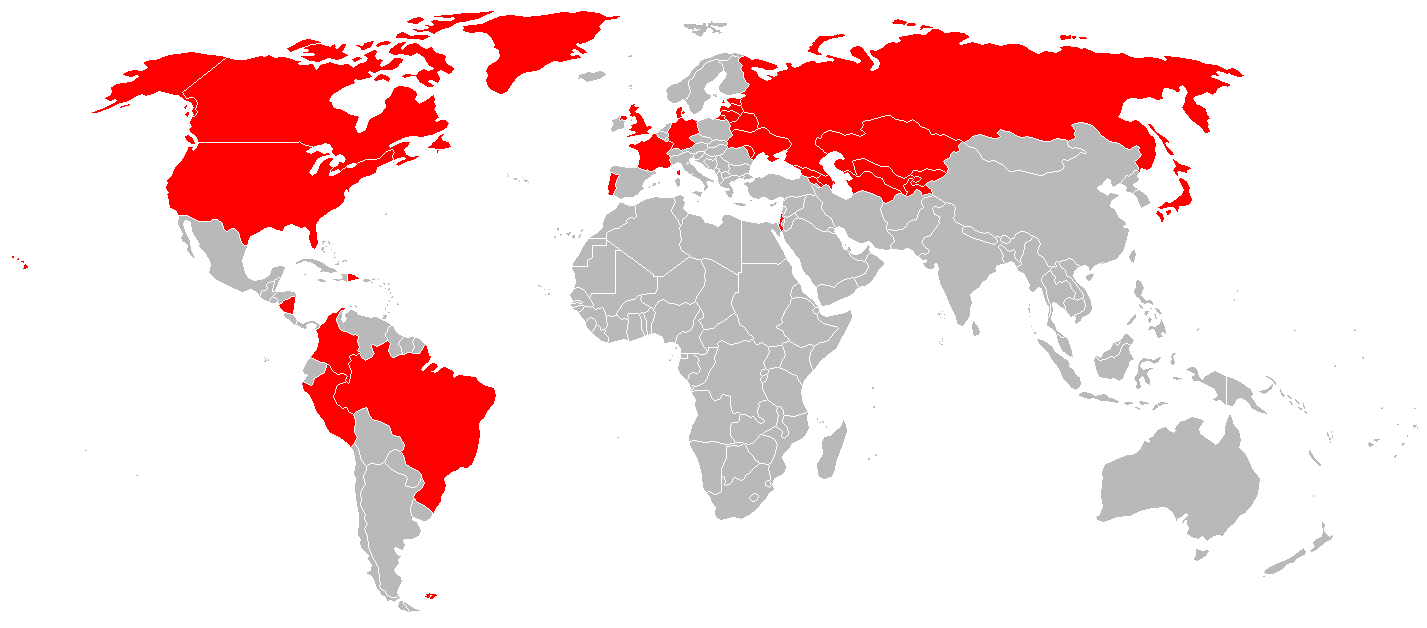
Operadores militares del B-17.

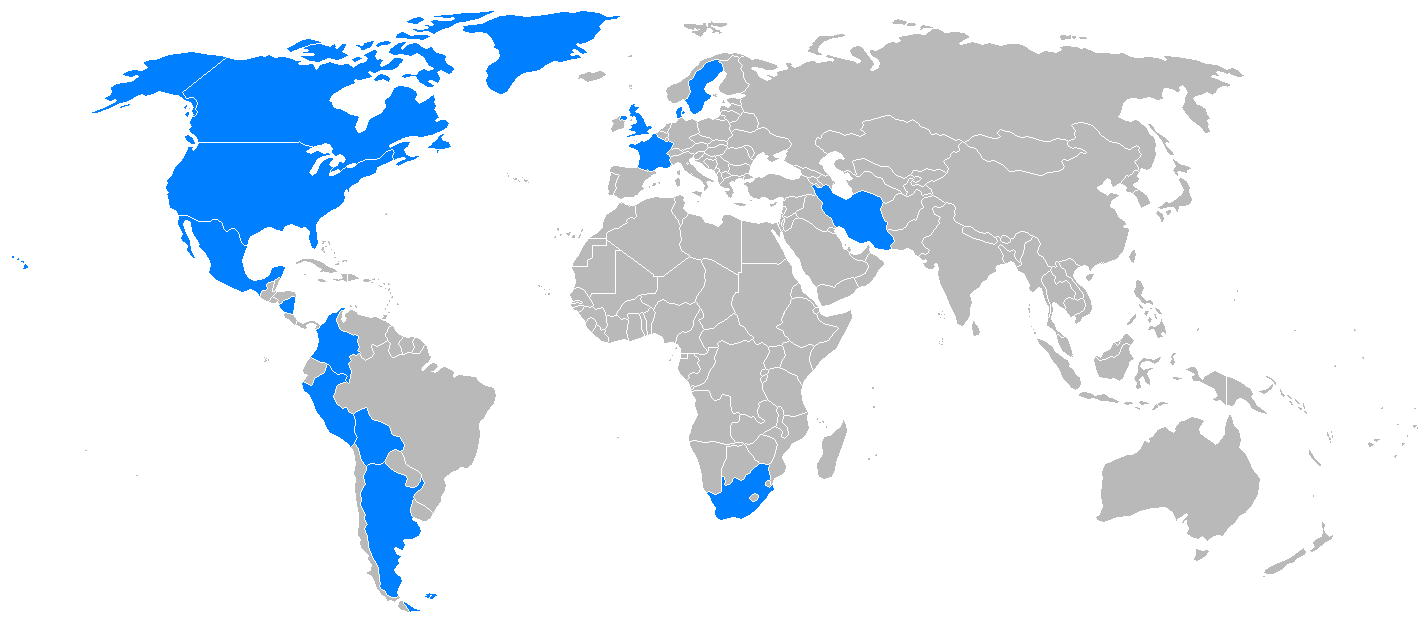
Operadores civiles del B-17.

- Alemania
- Argentina
- Bolivia
- Brasil
- Canadá
- Colombia
- Dinamarca
- República Dominicana
- Estados Unidos
- Francia
- Irán
- Israel
- Japón
- México
- Nicaragua
- Perú
- Portugal
- Reino Unido
- Sudáfrica
- Suecia
- Unión Soviética

## Supervivientes

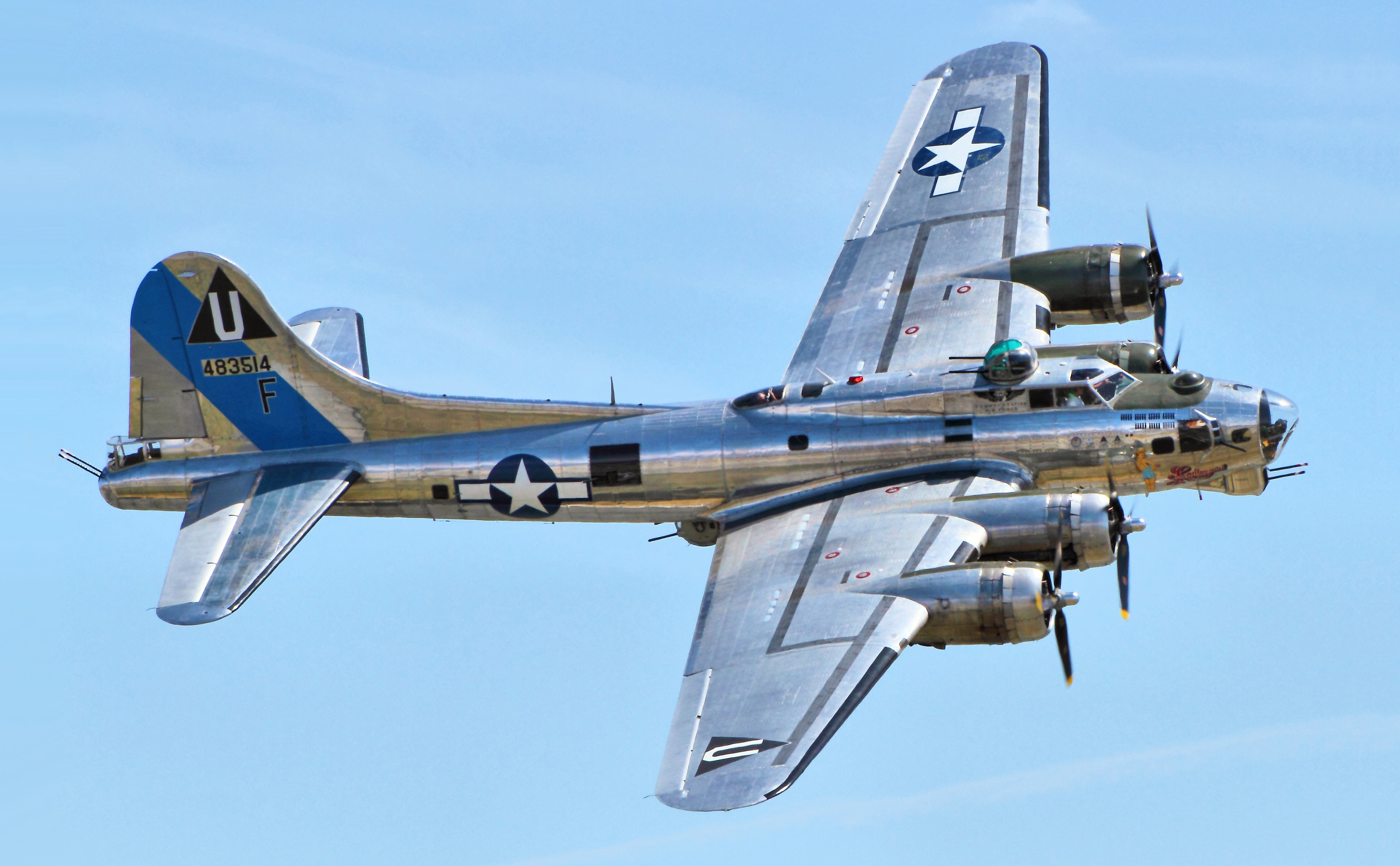
B-17G-105-DA Sentimental Journey 44-83514 conservado.

En abril de 2005, sobrevivían aún 44 B-17, la mayoría de ellos B-17G, tres B-17F, un B-17D y un B-17E. De ellos, once se encontraban aún operables, y volaban ocasionalmente; dos operables adicionales estaban sometidos a mantenimiento de largo plazo; veintiuno se hallaban en exhibición estática y accesibles al público en Brasil, Francia, el Reino Unido y los Estados Unidos; cuatro estaban en restauración, y los seis restantes almacenados.
Uno se perdió en el accidente de Wings Over Dallas 2022 al colisionar en vuelo con un Bell P-63 Kingcobra.

### Ejemplares notables
Por razones de propaganda de guerra, pero también por la audacia y el valor de sus tripulaciones, y a veces solo por el humor con que sus tripulaciones los bautizaban, muchos B-17 entraron en la leyenda. Entre ellos:
- "Memphis Belle" (La Bella de Memphis), el primero en completar con éxito 25 misiones de bombardeo, y motivo de 2 películas.
- "Swoose" (combinación de swan, cisne y goose, ganso), el único avión estadounidense que combatió en el primer día de la guerra y siguió en servicio activo hasta el final.
- "My Lovin' Dove", Boeing B-17F número de serie 41-24351. Cayó al mar cerca de la isla de Nauri, Pacífico sudoccidental, el 9 de febrero de 1942. La tripulación fue rescatada después de 66 días en el mar.
- "Berlin Sleeper", Boeing B-17F 41-24370, el primer B-17 en completar 100 misiones. Participó en la primera misión de bombardeo nocturno sobre Ruan, Francia.
- "Knock-out Dropper", Boeing B-17F 41-24605 del Escuadrón de Bombarderos 359, Grupo de Bombardeo 303, fue el primer B-17 en completar 50 misiones el 16 de noviembre de 1943, y el primero con 75 misiones el 27 de marzo de 1944. Desmantelado en Stillwater, Oklahoma, en julio de 1945.
- "Lakanuki", Douglas Long Beach B-17F del Escuadrón 545, Grupo de Bombardeo 384. Derribado el 4 de julio de 1943 sobre Le Mans, Francia. El avión cayó en la aldea de Poille sur Vegre. Nueve tripulantes murieron, pero el décimo logró escapar con la ayuda de la Resistencia francesa.
- "Dearly Beloved", Boeing B-17F 42-29666 del Escuadrón 423, Grupo de Bombardeo 306. Cayó al mar del Norte el 21 de mayo de 1943, regresando de un ataque a Wilhelmshaven con el récord de 11 aviones enemigos derribados. La tripulación fue rescatada por un barreminas británico.
- "Fancy Nancy IV", Boeing B-17G 42-31662 del Escuadrón 612, Grupo de Bombardeo 401. Almacenado en Burtonwood, Inglaterra, el 31 de mayo de 1945 después de haber realizado 134 misiones.
- "Nine-O-Nine", Boeing B-17G 42-31909, del Escuadrón 323, Grupo de Bombardeo 91, llevó a cabo 140 misiones de combate entre marzo de 1944 y marzo de 1945 sin que un solo tripulante resultara muerto o herido. Un avión similar repintado con los colores del Nine-O-Nine se estrelló en octubre del 2019 provocando 7 muertos.
- "Hitler's Milkman", Boeing B-17G 42-97190 del Escuadrón 748, Grupo de Bombardeo 457, alcanzado por fuego antiaéreo durante una misión a Nimega, Países Bajos, el 17 de septiembre de 1944. Aterrizó en Bélgica, fue reparado y volvió al servicio activo. Retornó a los Estados Unidos el 4 de junio de 1945.
- "Milk Wagon", Boeing B-17G 43-37756 del Escuadrón 708, Grupo de Bombardeo 447, cumplió 129 misiones sin abortar ninguna.
- "Old 666", B-17E 41-2666 con armamento defensivo incrementado del 43.er Grupo de Bombarderos se enfrentó solo contra 17 cazas japoneses en una misión de reconocimiento sobre Rabaul el 19 de junio de 1943.
- "Ye old pub", Boeing B-17 de las USAAF que mientras intentaba regresar a su base en Inglaterra, indefenso y severamente dañado, y volando sobre territorio enemigo y con la mayoría de su tripulación herida o muerta, fue interceptado por un Messerschmitt Bf 109 de la Luftwaffe, cuyo piloto piadosa y honorablemente decidió escoltarlo hacia Inglaterra y dejarlos ir.
- "Shoo Shoo Baby", Boeing B-17 42-32076 del Escuadrón 91 de bombarderos de la RAF. Su primer piloto fue el segundo teniente (alférez o subteniente en otros ejércitos) Paul C. McDuffee. Este bombardero aún existe y es el que se ha mantenido en el aire más tiempo.
- "Miss Every Morning Fix'n o "Miss E.M.F"", Boeing B-17C-BO 40-2072. Se estrelló en lo que es ahora el sitio del Matadero de Thomas Borthwick's, pereciendo 10 de los 11 tripulantes a bordo; sobrevivió solamente Foye Kenneth Roberts.
- Ol´Gappy B-17G S/N 42-40003 524BS/379BG, el Heavy con mayor número de misiones de bombardeo en la 8.ª AAF, 157 misiones al finalizar la guerra.

## Cuadro comparativo de especificaciones
| Modelo                | B-299                                                 | Y1B-17                                                | B17-B                                                                            | B-17C                                                                            |
| --------------------- | ----------------------------------------------------- | ----------------------------------------------------- | -------------------------------------------------------------------------------- | -------------------------------------------------------------------------------- |
| Motores               | 4 x Pratt & Whitney R-1690E S1EG Hornet radiales      | 4 x Wright R-1820-39 Cyclone radiales                 | 4 x Wright R-1820-51 (G5) Cyclone radiales con compresores Moss-General Electric | 4 x Wright GR-1820-65 (G-205A) Cyclone radiales con compresores                  |
| Potencia motor        | 750 hp cada uno a 2250 rpm a 7000 pies                | 930 hp al despegue, 775 hp a 14 000 pies              | 1200 hp al despegue                                                              | 1200 hp al despegue                                                              |
| Velocidad máxima      | 236 mph (379 km/h) a 10 000 pies                      | 256 mph (412 km/h) a 14 000 pies                      | 292 mph (470 km/h) a 25 000 pies                                                 | 323 mph (520vkm/h) a 25 000 pies                                                 |
| Velocidad de crucero  | 204 mph (328 km/h)                                    | 217 mph (349 km/h) a potencia 70 %                    | 238 mph (383 km/h)                                                               | 250 mph (402 km/h)                                                               |
| Techo de vuelo        | 24 620 pies (7504 m)                                  | 30 600 pies (9327 m)                                  | 24 620 pies (7504 m)                                                             | 37 000 pies (11277 m)                                                            |
| Alcance operativo     | 2040 millas (3282 km) con 2573 lb (1168 kg) de bombas | 2400 (3861 km) millas con 4000 lb (1816 kg) de bombas | igual a Y1B-17                                                                   | igual a Y1B-17.                                                                  |
| Alcance máximo        | 3101 millas (4990 km)                                 | 3320 millas (5342 km)                                 | 3101 millas (4990 km)                                                            | 3400 millas (5471 km)                                                            |
| Envergadura           | 103'9 3/8" (31,63 m)                                  | igual a B-299                                         | igual a B-299                                                                    | igual a B-299                                                                    |
| Longitud              | 68'9" (20,95 m)                                       | 68' 4" (20,83 m)                                      | 67'10,2" (20,68 m)                                                               | 67'10,6" (20,69 m)                                                               |
| Altura                | 14'11 15/16" (4,57 m)                                 | 18' 4" (5,59 m)                                       | 15' 5" (4,70 m)                                                                  | 15' 5" (4,70 m)                                                                  |
| Superficie alar       | 1420 pies² (131,92 m²)                                | igual a B-299                                         | igual a B-299                                                                    | igual a B-299                                                                    |
| Peso vacío            | 21 657 lb (9832 kg)                                   | 24 465 lb (11 107 kg)                                 | 27 652 lb (12 554 kg)                                                            | 29 021 lb (13 176 kg)                                                            |
| Peso con carga normal | 32 432 lb (14 724 kg)                                 | 34 480 lb (15 654 kg)                                 | 37 997 lb (17 251 kg)                                                            | 39 230 lb (17810 kg)                                                             |
| Peso máximo           | 38 053 lb (17 276 kg)                                 | 42 600 lb (19 340 kg)                                 | 45 650 lb (20 725 kg)                                                            | 49 650 lb (22 541 kg)                                                            |
| Armamento             | 5 ametralladoras cal. 30 máx. 8 bombas de 600 lb      | 5 ametralladoras cal. 30 máx. 4800 lb de bombas       | igual a Y1B-17 máx. 8 bombas de 600 lb                                           | 1 ametralladora cal. 30 4 ametralladoras cal. 50 (12,7mm) máx. 4800 lb de bombas |

| Modelo | B-17D                                                                             | B-17E                                       | B17-F                                                             | B-17G                                                                            |
| --- | --------------------------------------------------------------------------------- | ------------------------------------------- | ----------------------------------------------------------------- | -------------------------------------------------------------------------------- |
| Motores | 4 x Wright GR-1820-65 (G-205A) Cyclone radiales con compresores                   | igual a B-17D                               | 4 x Wright R-1820-97 Cyclone radiales con compresor               | 4 x Wright R-1820-97 Cyclone radiales con turbocompresores General Electric B-22 |
| Potencia motor | 1200 hp al despegue                                                               | 1200 hp al despegue, 1000 hp a 25 000 pies  | 1200 hp al despegue, 1000 hp a 25 000 pies, 1380 hp en emergencia | igual a B-17F                                                                    |
| Velocidad máxima | 318 mph (512 km/h) a 25 000 pies                                                  | 318 mph (512 km/h) a 25 000pies             | 325 mph (523 km/h) a 25 000 pies                                  | 300 mph (483 km/h) a 30 000 pies                                                 |
| Velocidad de crucero | 250 mph (402 km/h)                                                                | 195-223 mph (314-359 km/h)                  | 200 mph (322 km/h)                                                | 150 mph (241 km/h) a 25 000 pies                                                 |
| Techo de vuelo | 37 000 pies (11 278 m)                                                            | 36 600 pies (11 156 m)                      | 37 500 pies (11 430 m)                                            | 35 000 pies (10 668 m)                                                           |
| Alcance operativo | 2400 millas (3862 km) con 4000 lb (1816 kg) de bombas                             | 2000 millas (3218 km) con 4000 lb de bombas | 1300 millas (2092 km) con 6000 lb (2724 kg) de bombas             | 1850 millas (2977 km) con 4000 lb de bombas                                      |
| Alcance máximo | 3400 millas (5471 km)                                                             | 3300 millas (5310 km)                       | 2880 millas (4634 km) Nota 2                                      |                                                                                  |
| Envergadura | 103'9 3/8" (31,63 m)                                                              | igual a B-17D                               | igual a B-17D                                                     | igual a B-17D                                                                    |
| Longitud | 67'10,6" (20,69 m)                                                                | 73' 10" (22,50 m)                           | 74' 9" (22,78 m)                                                  | igual a B-17F                                                                    |
| Altura | 15' 5" (4,70 m)                                                                   | 19' 2" (5,84 m)                             | 19' 1" (5,82 m)                                                   | igual a B-17F                                                                    |
| Superficie alar | 1420 pies² (131,92 m²)                                                            | igual a B-17D                               | igual a B-17D                                                     | igual a B-17D                                                                    |
| Peso vacío | 30 963 lb (14 057 kg)                                                             | 32 350 lb (14 687 kg)                       | 34 000 lb (15 436 kg)                                             | 32 720 lb (14 855 kg)                                                            |
| Peso con carga normal | 39 319 lb (17 850 kg)                                                             | 40 260 lb (18 278 kg)                       | 40 437 lb (18 358 kg)                                             | 55 000 lb (24 970 kg)                                                            |
| Peso máximo | 49 850 lb (22 632 kg)                                                             | 53 000 lb (24 062 kg)                       | 56 500 lb (25 651 kg)                                             | 72 000 lb (32 668 kg)                                                            |
| Armamento | 1 ametralladora cal. 30 5 ametralladoras cal. 50 (12,7 mm) máx. 4800 lb de bombas | Ver nota 1                                  | Ver nota 3                                                        | Ver nota 4                                                                       |
| Nota 1: Un total de 9 ametralladoras: una calibre 30 en la proa; una torreta Sperry 645473E en posición dorsal con dos ametralladoras cal.50 (12,7 mm), con 500 cartuchos por unidad; una torreta Sperry 654849J en posición ventral con dos Browning M2 calibre .50 (12,7 mm), con 500 cartuchos por unidad; una Browning M2 calibre .50 (12,7 mm) en cada una de las dos ventanillas laterales, con 400 cartuchos por arma; y dos ametralladoras cal .50 (12,7 mm) en la posición de cola, con 500 cartuchos por arma. Capacidad máxima de bombas: 26 de 100 libras, o 16 de 300 libras, o 12 de 500 libras, u 8 de 1000 libras, o 4 de 2000 libras. |                                                                                   |                                             |                                                                   |                                                                                  |
| Nota 2: Podía alcanzar una autonomía máxima de 4420 millas a 5000 pies con 3612 galones de combustible. |                                                                                   |                                             |                                                                   |                                                                                  |
| Nota 3: Hubo varias configuraciones. La más común era similar al del B-17E, excepto por la instalación de una montura esférica giratoria en el techo del compartimiento del radiooperador para montar una ametralladoras cal. 50. Los últimos lotes de producción (B-17F-70-BO a 130-BO, B-17F-35-DL a 65-DL, y B-17F-35-VE a 50-VE) tenían adicionalmente una ametralladora calibre .50 (12,7 mm) montada a cada lado del morro, elevando el total de este tipo de arma a once. Además, muchos aparatos fueron modificados directamente en el campo, agregando instalaciones para ametralladoras en el morro o en los laterales.                      |                                                                                   |                                             |                                                                   |                                                                                  |
| Nota 4: Un total de 13 ametralladoras: una calibre .30 en la proa, movible entre seis monturas esféricas giratorias; una calibre .50 a cada lado del morro: una torreta Bendix con dos calibre .50 en el morro; una torreta Sperry con dos calibre .50 en posición dorsal; una torreta Sperry con dos de calibre .50 en posición ventral; una calibre .50 en cada una de las dos ventanillas laterales; y dos calibre .50 en posición de cola. Capacidad máxima de bombas para misiones de corto alcance: 17 600 libras (7990 kg). |                                                                                   |                                             |                                                                   |                                                                                  |

## Especificaciones (B-17G)
Referencia datos: The Encyclopedia of World Aircraft

### Características generales
- Tripulación: 10 (piloto, copiloto, navegante, bombardero/artillero de proa, ingeniero de vuelo/artillero de torreta dorsal, operador de radio, 2 artilleros de ventanas laterales, artillero de torreta ventral, artillero de cola)
- Longitud: 22,7 m (74,3 ft)
- Envergadura: 31,6 m (103,7 ft)
- Altura: 5,8 m (19,1 ft)
- Superficie alar: 131,9 m² (1420 ft²)
- Perfil alar: NACA 0018/NACA 0010
- Peso vacío: 16 391 kg (36 125,8 lb)
- Peso cargado: 24 500 kg (53 998 lb)
- Peso máximo al despegue: 29 700 kg (65 458,8 lb)
- Planta motriz: 4× motor radial turbosobrealimentado de 9 cilindros en estrella simple Wright R-1820-97 Cyclone.
  - Potencia: 895 kW (1200 HP; 1217 CV) cada uno.
- Hélices: Hamilton-Standard tripala de velocidad constante
- Alargamiento alar: 7,57

### Rendimiento
- Velocidad máxima operativa (Vno): 462 km/h (287 MPH; 249 kt)
- Velocidad crucero (Vc): 293 km/h (182 MPH; 158 kt)
- Alcance: 3219 km (1738 nmi; 2000 mi) con una carga de bombas de 2700 kg
- Techo de vuelo: 10 851 m (35 600 ft)
- Régimen de ascenso: 4,6 m/s (900 ft/min)
- Carga alar: 185,7 kg/m² (38 lb/ft²)
- Potencia/peso: 150 W/kg

### Armamento
- Ametralladoras: 

  - 13x Browning M2 de calibre 12,7 mm (.50) montadas en 4 torretas (dorsal, ventral, proa y cola), 2 posiciones laterales traseras, 2 posiciones laterales frontales y 1 en un puesto adicional dorsal
- Bombas: 

  - Misiones de corto alcance (<400 millas): 3600 kg (8000 lb)
  - Misiones de largo alcance (≈800 millas): 2000 kg (4500 lb)
  - Sobrecarga: 7800 kg (17 600 lb)

## Aeronaves relacionadas

### Desarrollos relacionados
- Boeing XB-15
- Boeing XB-38 Flying Fortress
- Boeing YB-40 Flying Fortress
- Boeing C-108 Flying Fortress
- Boeing 307 Stratoliner

### Aeronaves similares
- Focke-Wulf Fw 200
- Heinkel He 177
- Junkers Ju 290
- Consolidated B-24 Liberator
- Consolidated B-32 Dominator
- Piaggio P.108B
- Avro Lancaster
- Handley Page Halifax
- Short Stirling
- Vickers Warwick
- Petlyakov Pe-8

### Secuencias de designación
- Secuencia Numérica (interna de Boeing): ← 280 - 281 - 294 - 299 - 300 - 306 - 307 →
- Secuencia B-_ (Bombarderos del USAAC/USAAF/USAF, 1926-1962): ← B-14 - B-15 - B-16 - B-17 - B-18 - B-19 - B-20 →
- Secuencia BQ-_ (Aviones no tripulados de las USAAF (bombas controlables, 1942-1945)): ← BQ-4 - BQ-5 - BQ-6 - BQ-7 - BQ-8
- Secuencia CQ-_ (Controladores de blancos aéreos de las USAAF, 1942-1948): CQ-1 - CQ-2 - CQ-3 - CQ-4
- Secuencia P_B (Aviones de Patrulla de la Armada estadounidense, 1922-1962 (Boeing, 1923-1962)): XPB - PB - P2B - P3B
- Secuencia F-_ (Aviones de Reconocimiento del USAAC/USAAF/USAF (Prefijo F-), 1930-1948): ←  F-6 - F-7 - F-8 - F-9 - F-10 - F-11 - F-12 →